# Hypulia eleuthera
Hypulia eleuthera là một loài bướm đêm trong họ Geometridae.